# Strane storie - Racconti di fine secolo
Strane storie - Racconti di fine secolo è un film italiano del 1994 scritto e diretto da Sandro Baldoni.
Il film racconta in modo ironico la vita moderna, fatta di contraddizioni e mostruosità.
Nel 1995 Silvia Cohen vinse il Ciak d'oro per la migliore attrice non protagonista per la sua interpretazione.

## Trama
Durante un viaggio in treno, per distrarre la figlia annoiata, un padre le racconta tre storie surreali, traendo spunto dagli altri viaggiatori seduti nello scompartimento.
Nella prima, un uomo con violenti attacchi di tosse scopre che la causa è dovuta al distacco dell'aria per morosità. Per non morire soffocato, corre a saldare la bolletta fino alla centrale dell'aria, ma il percorso è disseminato d'imprevisti. Alla fine, riesce a pagarla all'ultimo istante, l'aria gli viene riallacciata e ritrova sollievo fumandosi una sigaretta.
Nella seconda, una single frustrata, approfittando d'una svendita, acquista al supermercato un uomo di genere "tenero". L'atteggiamento dell'uomo le appare strano e, dopo averlo corteggiato invano, scopre che il prodotto è scaduto: infuriata, lo rende come merce difettosa al supermercato, da cui sarà spedito nel Terzo mondo.
Nell'ultima storia sono contrapposte due famiglie, diverse per status sociale, provenienza geografica e culturale, che abitano di fronte: una è una modesta famiglia proletaria del nord Italia, l'altra una famiglia benestante del sud Italia appena trasferitasi nel palazzo. Tra le due famiglie scatta subito l'odio, complice il riscaldamento difettoso che le costringe a tenere le finestre aperte e a guardarsi a vicenda. La catena di scherzi e vendette si fa sempre più pesante, i due capifamiglia ricorrono ad armi sempre più potenti, finché, per rispondere a un attacco con un carro armato, l'altro acquista una piccola bomba atomica di fabbricazione russa, eliminando tutto ciò che li circonda.
Terminate le storie, il treno sosta in aperta campagna: i passeggeri, scesi incuriositi, si ritrovano in una stazione fantasma dove scoprono, abbandonata in mezzo ai rifiuti, la carcassa sventrata dalle bombe del treno Rapido 904.